# Enciclopaedia Biblica (Israel)

Encyclopaedia Biblica (în ebraică אנציקלופדיה מקראית) este o enciclopedie științifică a Bibliei ebraice, publicată în Israel de Institutul Bialik în limba ebraică. Lucrarea este științifică, mai degrabă decât religioasă, dar datorită originii sale evreiești, se ocupă doar de Biblia ebraică și de unele apocrife, dar nu și de Noul Testament, care este considerat o parte a Bibliei în creștinism.
Lucrările la enciclopedie au început în 1942, înainte de înființarea statului Israel. Enciclopediile biblice în mai multe limbi existau atunci, dar nu exista așa ceva în ebraică, care până atunci era deja limba vorbită și literară vie a comunității evreiești din Palestina (Yishuv⁠(d)). Inițiativa a fost a arheologului Eleazar Sukenik, care a propus ideea Institutului Bialik. Institutul a sprijinit-o și a creat o comisie de oameni de știință pentru a determina formatul lucrărilor viitoare. Printre acești cercetători s-au numărat Naftali Herz Tur-Sinai, Leo Aryeh Mayer, Moshe Zvi Segal, Moshe David Cassuto, Shmuel Yeivin, Fishel Lakhover, Benjamin Mazar (Maisler) și Menachem Solieli.
Inițial, lucrarea trebuia să includă 6.700 de articole în cinci volume. Conform planului, lucrările la acesta ar fi trebuit să fie finalizate în cinci ani. Primele exemple de pagini au fost publicate în 1947. Războiul civil din Palestina mandatară din 1947–48 și Bătălia pentru Ierusalim (1948) au perturbat lucrările asupra enciclopediei. În cele din urmă, primul volum a fost publicat în 1950, domeniul de aplicare al lucrării a crescut la opt volume, iar volumul final a fost publicat abia în 1982.